# إبريات
أبريات (الاسم العلمي: Hydnaceae) فصيلة فطور من رتبة الكويزيات. أجناسها وأنواعها عديدة بعضها صالح للأكل وبعضها سام ضار. معظمها فطور رمية أرضية وبعضها طفيلي يعيش على جذوع الأشجار وأغصانها. من ميزاتها الخاصة نكعتها الفارشة وكثرة هيفاتها الإبرية المتمركزة على الصفحة السفلى، تحت الجراب الجرثومي. أما صفحتها العليا فملساء السطح أو متدلية نحو الأرض. تختها شبه كروي شديد الالتصاق تعلوه ساق قصيرة غليظة، أما فلينية التركيب سريعة العطب وأما لحمية قابلة الانمغاط قليلة العطب.